# Sione Saulala
Sione Sangster Saulala (n. 9 de abril de 1974) es un locutor y político tongano, perteneciente al Partido Democrático de las Islas Amigas. 

## Biografía

### Formación
Tiene una licenciatura en Historia, Política y Gestión de Empresas de la Universidad del Pacífico Sur, y un Diploma en Educación de la Escuela de Capacitación Docente de Tonga. Saulala es el gerente de Oceania Broadcasting Network y editor de Tonga Star. En 2003, fue una de las cinco personas procesadas por desacato a un tribunal por una discusión televisiva sobre la supresión del periódico del Times of Tonga por parte del gobierno. En el 2007 fue acusado de sedición y asalto desenfrenado por los disturbios de Nukualofa en 2006, pero luego los cargos fueron desestimados.
En 2007, Saulala se desempeñó como presidente de la Unión de Rugby de Tonga. Fue reelegido en 2009 pero su elección fue disputada.

## Carrera política

### 2005-2012
Saulala participó de las elecciones de 2005, en Vava'u, y las elecciones de 2008, en Tongatapu, sin resultar electo. Tras la reforma democrática de 2010 fue electo Representante Popular para la Asamblea Legislativa por el distrito electoral de Tongatapu 7 en las elecciones generales de ese año.
En octubre de 2011, presentó un polémico proyecto de ley de Armas y municiones (enmienda) al Parlamento. El objetivo del proyecto de ley era reducir la pena máxima por posesión, uso o porte de un arma de fuego sin licencia, de cinco años a un año y/o una multa. Saulala explicó que estaba presentando el proyecto de ley para "racionalizar" y "humanizar" la Ley de Armas y Municiones de 1968, a petición de sus electores que poseían y usaban pequeñas armas de fuego "para las tareas familiares de disparar cerdos y pollos". El líder del Partido Democrático de las Islas Amigas, el legislador ʻAkilisi Pohiva, expresó su sorpresa ante el proyecto de ley presentado por un miembro de su partido, sin que el comité del partido haya sido consultado en absoluto. Expresó la opinión de que, de haber sido discutido por el partido, probablemente habría sido rechazado sin haber llegado a la Asamblea. Lord Tuʻihaʻateiho, un representante noble por Haʻapai, fue citado por la Taimi Media Network, al señalar que, según la enmienda, las personas condenadas por posesión de armas de fuego ya no perderían el derecho a ocupar cargos gubernamentales, incluyendo un escaño en el Parlamento. La RGT argumentó que "ahí radica la verdadera razón del proyecto de ley", ya que dos representantes de la nobleza (Lord Tuʻilakepa y Lord Tuʻihaʻateiho) estaban en espera de juicio precisamente por ese cargo.

### 2012-presente
El 5 de julio de 2012, Saulala se unió al gabinete de Sialeʻataongo Tuʻivakanō como Ministro de Agricultura, Alimentación, Bosques y Pesca, pero renunció al día siguiente de su nombramiento. No obstante, se reincorporó al puesto una semana más tarde.

## Controversias
El 2 de mayo de 2022, fue condenado por la Corte Suprema, por dos cargos de cohecho en una petición electoral y su elección como parlamentario en las elecciones de 2021 fue declarada nula, por lo que perdió su escaño. La condena se suspendió pendiente de apelación el 26 de mayo de 2022. Sin embargo, el 9 de agosto, la Corte de Apelaciones desestimó su recurso y confirmó la nulidad de su elección; un día más tarde, fue destituido de su escaño en la Asamblea Legislativa. Tras el fallo judicial se convocó a una elección parcial en el distrito de Tongatapu 7.